# DRAGONBALL Z Buu's Fury
『DRAGONBALL Z Buu's FURY』は、2004年9月14日にインフォグラム（現ATARI）社がアニメ『ドラゴンボールZ』を題材に日本国外で発売されたゲームボーイアドバンス用ゲームソフト。

## 概要
アクションRPG。『DRAGONBALL Z THE LEGACY OF GOKU II』の続編。アクションの要素が大きいのが特徴。本作は、原作『ドラゴンボール』やアニメ『ドラゴンボールZ』におけるあの世一武道会編や魔人ブウ編にほぼ近い内容となっており、それらに登場するほぼ全てのキャラクターのほか、劇場版からは『ドラゴンボールZ 復活のフュージョン!!悟空とベジータ』、『ドラゴンボールZ 危険なふたり!超戦士はねむれない』のキャラクターも登場している。あの世の場面から物語が始まる。

## 前作
DRAGONBALL Z THE LEGACY OF GOKU（ゲームボーイアドバンス）
DRAGONBALL Z THE LEGACY OF GOKU II（ゲームボーイアドバンス）

## ゲーム内容
ゲーム中様々な登場人物と会話をしつつ話が進んでいく、見下ろしタイプのレベルアップ型アクションRPG。本作では気を溜めることにより、超サイヤ人へ変身することが可能。ゲーム中、あちらこちらにセーブポイントが存在しており、キャラクター変更も可能。MAP移動は空を飛ぶ3D視点である。ゲーム中には、おにぎりなどの回復アイテムや装備アイテムを含めた様々なアイテムが存在し、ときにそれらを使いながらゲームを進めていく。一部のアイテムはショップなどで購入可能。
オープニングにおいては、セル編における簡単なあらすじや魔人ブウが封印された玉の脈打つシーンが流れる。

## 登場キャラクター

### プレイヤーキャラクター
孫悟空
主人公。本作では超サイヤ人1 - 3まで変身することができる。かめはめ波や瞬間移動などといった技を使える。ストーリー中では、悟飯と取り込んでパワーアップを果たしたブウに対し、合体前にベジータと協力して立ち向かうバトルが存在する。
ベジータ
孫悟空のライバル。超サイヤ人に変身できる。原作の展開通り途中でバビディに操られる。
孫悟飯（グレートサイヤマン）
悟空の息子。超サイヤ人に変身できる。本作ではグレートサイヤマンに着替えて街の悪党を倒したり、学校の競技場でトラックをいかに早く走り抜けるかを計るイベントも存在する。またイベントにおいて、ゼットソードに封印されていた老界王神の力によってアルティメット化する。
孫悟天
悟空の息子であり、悟飯の弟。超サイヤ人に変身可能。
トランクス
ベジータの息子。超サイヤ人に変身可能。
クリリン
髪が生えている。天下一武道会にて操作可能。
ビーデル
ミスター・サタンの娘。天下一武道会にて操作可能。
ミスター・サタン
地球を救ったとされる英雄。ブウと初対面する直前に操作することができるが、実際には敵が出てこない。操作中は銃を使う。また、天下一武道会のトランクスとの戦いでは一撃で壁まで吹っ飛んでしまう。ゲームにおける活躍は、ほぼ原作どおり。

#### 融合キャラクター
フュージョンやポタラにより融合した戦士。
ゴテンクス
悟天とトランクスがフュージョンにより融合した姿。超サイヤ人や超サイヤ人3に変身することができ、スーパーゴーストカミカゼアタックなどの技を使える。またストーリー中では原作に無い、ブウ（善）と戦うバトルが存在する。
ゴジータ
悟空とベジータがフュージョンにより融合した姿。ジャネンバとの戦いで登場する。また、フュージョンに失敗すると太った体のベクウになる。本作では、オリジナル技として気で作った龍で攻撃する技がある。
ベジット
悟空とベジータがポタラにより合体した姿。超サイヤ人に変身可能。

### 敵キャラクター
ダーブラ
暗黒魔界の王。悟飯とのバトルがある。最後はブウによって殺されてしまう。悟空があの世に舞い戻った際、すっかりおだやかな性格になって天国に住むダーブラと再会するシーンがある。天国にいるダーブラは死人なため、足は無く頭には花輪をつけている。
魔人ブウ
ブウ（善）
ブウが復活したときの形態。ストーリー中、ミスター・サタンや犬のベエとの触れ合いの中で改心する。
ブウ（悪）
魔人ブウの中から生まれた存在。イベントによってサタンが撃たれたことにより出現。ピッコロやゴテンクス、悟飯を吸収してパワーアップするのは今作でも同じ。悟飯を吸収した際のベジットとのバトルでは、スーパーゴーストカミカゼアタックを使う。
ブウ（純粋）
ブウの原型となる何も吸収していないブウ。敗戦後、ウーブとして生まれ変わり、数年後の天下一武道会に出場する。
ジャネンバ
劇場版同様、サイケ鬼が悪の気を浴びて変化してしまった敵。ストーリー中では太った巨大な形態、等身大で戦闘向きな形態と、2戦連続でのバトルがある。
ブロリー
伝説の超サイヤ人。ドラゴンボール探しの途中に出会い戦う。気功波による攻撃のほか、上空からの落下攻撃を行う。
パイクーハン
あの世の達人。あの世一武道会決勝で悟空と戦うほか、ジャネンバ登場シーンにも登場。
オリブー
生前は地球の武道家だった。悟空と組み手を交わす。あの世一武道会にも出場。
あの世一武道会においては、悟空と戦い敗れるキャタピーやアークア、オリブーとチャプチャイの戦いやマーライコーとフローグの戦いのイベントシーンがある。
ゲーム中にはこれらの他にも、ピラフ大王&鎧をまとい剣と盾を持った骸骨のようなロボットなどのオリジナルキャラクターが登場し、おばけ、ロボット、バンパイア、ゾンビ、侍、忍者、列車強盗の荒野の荒くれ者、ミイラ、戦車などといったザコキャラクターが登場する。

### その他のノンプレイヤーキャラクター
大界王や各界王、18号、ブリーフ博士、悟飯のクラスメイトなど、『ドラゴンボールZ』のあの世一武道会編や魔人ブウ編に登場するキャラクターはほとんど登場する。また、回想シーンでは大界王や4人の界王神が登場する。

## ゲームだけのオリジナル要素
悟天とトランクスがドラゴンボールを集める中での、ちょっとしたオリジナルイベントやオリジナルダンジョンがある。また、ベジットがブウの体内に吸収された際にはブウ体内のダンジョンが登場する。体内では細胞のようなザコキャラクターや、ブウの細胞がピッコロや悟飯などの姿になったザコキャラクターが襲い掛かってくるほか、悟空とベジータがブウ（悪）と戦うバトルがある。